# Princess Ashika
Die Princess Ashika war eine Passagier- und Fahrzeugfähre der Tonga Shipping Corporation, die zwischen den Inseln des Tonga-Archipel verkehrte. Sie kenterte und sank am 5. August 2009, weniger als einen Monat, nachdem sie ihren Dienst in Tonga aufgenommen hatte. Die genaue Anzahl der Toten war einige Monate lang unklar und schwankte zwischen 33 und 93, wird aber seit Februar 2010 offiziell mit 74 angegeben.

## Geschichte
Das Schiff wurde im Juli 1972 als Olive Maru No. 1 mit der Baunummer 757 bei der Werft Shikoku Dockyard in Takamatsu, Japan, fertiggestellt. Bis 1985 fuhr es unter japanischer Flagge und wurde dann an die Patterson Brothers Shipping Company Limited verkauft, die es unter dem Namen Princess Ashika bis 2009 zwischen den Fidschi-Inseln einsetzte.
Ab dem 7. Juli 2009 ersetzte sie schließlich im Dienst der Tonga Shipping Corporation die vorher von Tonga aus eingesetzte Fähre Olovaha, die unter Maschinenproblemen litt. Der geplante Einsatz des Schiffes rief allerdings auch Bedenken hervor, da die Strömungen im Gebiet der Fahrtrouten als widrig galten und zudem hoher Seegang keine Seltenheit war, die Princess Ashika jedoch relativ niedrige Bordwände besaß und zudem als heruntergewirtschaftet und unzureichend gewartet angesehen wurde (diese Sachverhalte wurden dem Schiff, wie eine neuseeländische Untersuchung letztlich ergab, auch maßgebend mit zum Verhängnis).
Der vormalige Besitzer, die Patterson Brothers Shipping Company Limited, hatte bereits 2003 die Fähre Ovalau II (941 BRT) infolge mangelhafter Wartung und durch Wassereinbrüche verloren und stand in dem Ruf, die eingesetzten Schiffe völlig unzureichend zu überprüfen. Auch die Princess Ashika erhielt vor dem Verkauf an die Tonga Shipping Corporation lediglich einen neuen Anstrich, aber keine Grundüberholung.

## Untergang
Am 5. August 2009 war Princess Ashika auf der Reise von der tonganischen Hauptstadt Nukuʻalofa nach Haʻafeva, als sie gegen 23.50 Uhr zunächst einen Notruf sendete und kurz darauf eine EPIRB-Funkbake über Bord warf. An Bord befanden sich zu diesem Zeitpunkt 128 Menschen, darunter 27 Besatzungsmitglieder.
Da danach keine weiteren Notrufe empfangen wurden und Unklarheit über das Schicksal der Fähre herrschte, wurde unmittelbar darauf auf Tonga ein Krisenstab gebildet, der die Rettungsmaßnahmen leiten sollte. Vier Schiffe beteiligten sich an der nachfolgenden Suche nach der Fähre, darunter die Patrouillenboote VOEA Pangai und Southern Lilly der Tonga Defence Services (TDS), die Fähre Pulupaki und das Frachtschiff Capitaine Tasman. In der Nacht, etwa gegen 2.00 Uhr, erreichte die Fähre Pulupaki als erstes Schiff den Untergangsort, der etwa 46 Seemeilen nördlich von Nukuʻalofa lag. Das Schiff konnte noch in den Nachtstunden insgesamt 44 Menschen aus sieben Rettungsbooten bergen. Es herrschte dabei Wind von etwa 6 bis 7 Beaufort aus östlicher Richtung; die Wellenhöhe wurde mit etwa zwei bis drei Metern angegeben.
Am Morgen überflog ein P-3 Orion-Seeaufklärer der Royal New Zealand Air Force (RNZAF) das Unglücksgebiet. Der Einsatz des Suchflugzeuges ermöglichte es den Schiffen, nochmals zehn Überlebende aus dem Meer zu bergen. Allerdings wurden auch erste treibende Leichen entdeckt. Die insgesamt 54 Überlebenden wurden im Verlauf des 6. August nach Pangai auf Tonga gebracht.
Da die Passagierliste der Princess Ashika beim Untergang verloren gegangen war, bestand zunächst völlige Unklarheit über die Anzahl der Opfer. Zwischen dem 6. August und dem 20. August wurden vier verschiedene Opferzahlen genannt, die zwischen 33 und 93 Toten schwankten. Erst ein abschließender Bericht der neuseeländischen Transport Accident Investigation Commission (TAIC) vom Februar 2010 nannte die Zahl von 74 Toten. Diese Zahl wurde Ende März 2010 von einer königlichen Untersuchungskommission auf Tonga bestätigt. Demnach starben 69 Passagiere und fünf Besatzungsmitglieder; unter den Toten befanden sich auch zwei Deutsche, ein Brite, ein Japaner sowie eine Französin.

## Untersuchung
Das Wrack der Princess Ashika wurde am 10. August 2009 von Tauchern aus Neuseeland und Australien erstmals gesucht, aber nicht gefunden. Um den Hinterbliebenen Gewissheit zu verschaffen, erließ der König von Tonga, George Tupou V., deswegen am 13. August 2009 eine Order, wonach eine königliche Untersuchungskommission (Royal Commision of Inquiry for the Sinking of the MV Princess Ashika), die höchste Instanz des Königreiches, die Unglücksursache herausfinden und das Wrack aufspüren soll.
Am 16. August traf das neuseeländische Taucherwerkstattschiff Manawanui im Unglücksgebiet ein und begann mit der Suche. Am 18. August wurde das Wrack schließlich entdeckt. Die Princess Ashika lag etwa elf Seemeilen südwestlich der Haʻapai-Inselgruppe in etwa 105 Metern Wassertiefe auf ebenem Kiel. Am Heck waren deutliche Beschädigungen zu erkennen, vermutlich schlug das Schiff mit diesem zuerst auf dem Seeboden auf.
Die nachfolgenden Untersuchungen enthüllten, dass sich die Fähre in einem katastrophalen Zustand befunden hatte. So waren rund 95 Prozent des Fahrzeugdecks durchgerostet und nur behelfsmäßig mit Farbe überstrichen worden. Auf das Fahrzeugdeck einströmendes Wasser hatte ohne Mühe durch Rostlöcher in die darunter liegenden Decks vordringen können. Im September 2009 trat der Verkehrsminister von Tonga zurück. Er hatte zuvor gegenüber der Regierung und dem Monarchen angegeben, dass er Papiere gesehen habe, wonach das Schiff als seetüchtig eingestuft sei. In Wirklichkeit, was die Untersuchungen ans Licht brachten, hatte er derartige Papiere nie gesehen. Zudem wurde bekannt, dass das Schiff bereits bei einer Untersuchung 2008 durch starke Mängel aufgefallen war, die eindeutig die Seetüchtigkeit in Frage gestellt hatten. Die ehemalige Reederei (Patterson Brothers Shipping Company Limited) hatte diesen Bericht aber weitgehend ignoriert und die Schäden nur oberflächlich kaschiert.
Der Untergang der Princess Ashika war nicht nur die schlimmste Schiffskatastrophe Tongas, sondern entwickelte sich insofern zudem auch zu einem handfesten Skandal. Neben den Rostschäden, die alleine schon zu einem Untergang hätten führen können, fand die Untersuchungskommission noch 37 weitere eklatante Mängel (!), so fehlten Geländer, waren die Pumpen teils nicht betriebsbereit, die Torverschlüsse der Bugrampe und Schotten stark verrostet und Alarmglocken und Bordlautsprecher abmontiert oder nicht betriebsbereit.

### Rekonstruktion des Untergangs
In jener Nacht des 5. August, in welcher das Schiff sank, schlugen etwa gegen 23.40 Uhr mehrere Brecher über die Steuerbordseite des Vorschiffes und beschädigten dort das Bugtor. Durch Löcher im Rumpf drang rasch Wasser ins Schiff ein, welches sich auf dem Fahrzeugdeck sammelte und von dort aus die darunter liegenden Decks flutete, weswegen das Schiff schnell tiefer im Wasser lag und noch mehr Wasser aufnahm. Da der 1. Offizier und der Kapitän schliefen, ergriff die Schiffsbesatzung zunächst keine Gegenmaßnahmen (es stellte sich später heraus, dass sie auch keine Notfall-Ausbildung erhalten hatte). So wurde auch die Geschwindigkeit nicht reduziert, was dazu führte, dass sich das Schiff quasi durch den tiefer liegenden Bug selbst beständig tiefer ins Wasser und damit in den eigenen Untergang hineinschob.
Erst als die Schlagseite immer mehr zunahm, sendete der Funker ein Notsignal (23.50 Uhr). Da die Besatzung wegen der mangelhaften Pumpenausstattung das Wasser nicht außenbords pumpen konnte, erfolgte gegen 23.55 Uhr die Order (durch den mittlerweile geweckten 1. Offizier), das Schiff zu räumen. Wegen der fehlerhaften Alarmausrüstung konnten aber die Passagiere nicht schnell genug gewarnt werden. Gegen Mitternacht schließlich kenterte das Schiff nach Steuerbord und sank über den Bug innerhalb weniger Minuten. Die Leichen der meisten der 74 Opfer werden noch im Wrackinneren vermutet (etwa 50 bis 60).

## Nachspiel
Im Rahmen der königlichen Untersuchungskommission, die ihren Abschlussbericht am 31. März 2010 veröffentlichte, ergingen mehrere schwere Vorwürfe gegen die Verantwortlichen. So wurden infolgedessen Strafverfahren gegen den Kapitän, den 1. Offizier und die Verantwortlichen der Reedereien Tonga Shipping Corporation und Patterson Brothers Shipping Company Limited sowie den Verkehrsminister eingeleitet. Im Frühjahr 2011 wurden drei Personen, darunter der Kapitän und der ehemalige Verkehrsminister, wegen Fahrlässigkeit, Urkundenfälschung und Totschlag zu vier bis fünf Jahren Gefängnis verurteilt; die Höhe der Urteile wurden von Hinterbliebenen der Umgekommenen als unzureichend kritisiert.